# NGC 3574
NGC 3574 је спирална галаксија у сазвежђу Лав која се налази на NGC листи објеката дубоког неба.
Деклинација објекта је + 27° 37' 31" а ректасцензија 11h 12m 12,1s. Привидна величина (магнитуда) објекта NGC 3574 износи 15,2 а фотографска магнитуда 16,1. NGC 3574 је још познат и под ознакама MCG 5-27-22, CGCG 156-20, NPM1G +27.0308, PGC 34080.